# Kniptorren
Kniptorren (Elateridae) zijn een familie van kevers.

## Kenmerken
Er zijn meerdere geslachten en soorten, die uiteenlopende afmetingen en kleuren hebben. Het lichaam is vaak langwerpig tot ovaal en versmalt geleidelijk achterwaarts. De lichaamslengte varieert van 0,2 tot 7 cm. In Nederland ligt de lengte om en nabij de centimeter. De antennes zijn vaak ongeveer de helft van de lichaamslengte en kunnen net zoals de pootjes in een groef op de buik worden teruggetrokken bij gevaar. Kniptorren kunnen ook vliegen, maar niet vanuit stand. Ze klimmen eerst op een tak of halm voordat de vleugels uitgevouwen worden.
De larve van de kniptor heet ritnaald en kan grote schade aan gewassen toebrengen.

## Leefwijze
De kever eet wortels en knollen van planten, maar ook bloemen, nectar en bladeren. Het volwassen insect is echter niet zo vraatzuchtig als zijn beruchte larve.

## Verdediging
De naam dankt deze kever aan het vermogen om liggend op de rug omhoog te springen met een knapje of tikje. Bij het neerkomen zal hij soms op de buik landen. Het is ook een techniek die gebruikt wordt als de kever wordt beet gepakt, zodat de aanvaller schrikt en het dier zal laten vallen.
Bij het springen maakt de kever gebruik van de randen tussen borststuk en achterlijf. Deze randen bestaan uit vele kleine tandjes en karteltjes die niet met het blote oog te zien zijn. Het mesosternum heeft een uitsparing aan de buikzijde en vanaf het prosternum ontspruit een uitstekende pin die hierin past. (Zie de grote versie van de detailfoto van de muisgrijze kniptor, hieronder.) De kever buigt prosternum en kop naar beneden om de pin in de uitsparing te steken. Daarna trekt die zo hard aan de pin totdat deze losschiet en de kop hard tegen de grond slaat en de hele kever omhoog geworpen wordt. Dit wordt net zo lang herhaald tot de kever op de buik landt, en gaat gepaard met een 'klik'-geluid, vergelijkbaar met twee knippende vingers.

## Verspreiding en leefgebied
Deze familie komt wereldwijd voor op en om planten, rottend hout en in de grond.

## Taxonomie
De volgende taxa zijn bij de familie ingedeeld:
- † Geslacht Adocetus Scudder, 1900
- † Geslacht Artinama Lin, 1986
- † Geslacht Bilineariselater Chang & Ren, 2008
- † Geslacht Cretoelaterium Alekseev, 2008
- † Geslacht Cryptocoelus Dolin & Nel, 2002
- † Geslacht Curtelater Chang & Ren, 2008
- † Geslacht Elateridium Tillyard, 1918
- † Geslacht Elaterites Heer, 1847
- † Geslacht Elaterium Westwood, 1854
- † Geslacht Gripecolous Lin, 1986
- † Geslacht Ludiophanes Wickham, 1916
- † Geslacht Mercata Lin, 1986
- † Geslacht Ovivagina Zhang, 1997
- † Geslacht Protocardiophorus Dolin, 1976
- † Geslacht Pseudocardiophorites Dolin, 1976
- † Geslacht Silicernius Heyden, 1859
- † Geslacht Sinoelaterium Ping, 1928
- † Geslacht Tetraraphes Iablokoff-Khnzorian, 1961
- † Geslacht Turonelater Alekseev, 2011
- Onderfamilie Agrypninae
  - Geslachtengroep Agrypnini
    -  † Geslacht Ageratus Dolin, 1980
    -  † Geslacht Compsoderus Dolin, 1980
    -  † Geslacht Litholacon Dolin, 1980
    -  † Geslacht Macropunctum Tröster, 1991
    -  † Geslacht Plagioraphes Iablokoff-Khnzorian, 1961

  - Geslachtengroep Anaissini
  - Geslachtengroep Cleidecostini
  - Geslachtengroep Cryptocardiini
    -  † Geslacht Cryptocardius Dolin, 1980

  - Geslachtengroep Drilini[2]
    - Geslacht Drilorhinus Kovalev, Kirejtshuk & Shapovalov, 2019
    - Geslacht Drilus Drilus A. G. Olivier, 1790
    - Geslacht Malacogaster
    - Geslacht Paradrilus
    - Geslacht Selasia

  - Geslachtengroep Hemirhipini
  - Geslachtengroep Oophorini
  - Geslachtengroep Platycrepidiini
  - Geslachtengroep Pseudomelanactini
  - Geslachtengroep Pyrophorini
    -  † Geslacht Eopyrophorus Haupt, 1950

  - Geslachtengroep Tetralobini
- Onderfamilie Campyloxeninae
- Onderfamilie Cardiophorinae
  -  † Geslacht Mionelater Becker, 1963
- Onderfamilie Cebrioninae
- Onderfamilie Dendrometrinae
  - Geslachtengroep Dendrometrini
    -  † Geslacht Athousiomorphus Iablokoff-Khnzorian, 1961
    -  † Geslacht Paralimonius Iablokoff-Khnzorian, 1961

  - Geslachtengroep Dimini
    -  † Geslacht Alaodima Dolin, 1980

  - Geslachtengroep Hypnoidini
    -  † Geslacht Cryptagriotes' Wickham, 1916
- Onderfamilie Elaterinae
  -  † Geslacht Crioraphes Iablokoff-Khnzorian, 1961
  - Geslachtengroep Ampedini
    -  † Geslacht Octamenogonoides Iablokoff-Khnzorian, 1961

  - Geslachtengroep Elaterini
    -  † Geslacht Diaraphes Iablokoff-Khnzorian, 1961
    -  † Geslacht Elatron Iablokoff-Khnzorian, 1961
    -  † Geslacht Holopleurus Iablokoff-Khnzorian, 1961
    -  † Geslacht Orthoraphes Iablokoff-Khnzorian, 1961
- Onderfamilie Eudicronychinae
- Onderfamilie Hemiopinae
- Onderfamilie Lissominae
- Onderfamilie Morostomatinae
- Onderfamilie Negastriinae
  -  † Geslacht Ganestrius Dolin, 1976
  -  † Geslacht Protoquasimus Dolin, 1976
- Onderfamilie Omalisinae
  -  † Geslacht Jantarokrama Kirejtshuk & Kovalev, 2015
- Onderfamilie Oxynopterinae
- Onderfamilie Physodactylinae
- Onderfamilie Pityobiinae
  -  † Geslacht Cretopityobius Otto, 2019
- † Onderfamilie Protagrypninae
  -  † Geslacht Paralithomerus Chang, Zhang & Ren, 2008
  - Geslachtengroep Desmatini
    -  † Geslacht Anoixis Chang, Kirejtshuk & Ren, 2010
    -  † Geslacht Apoclion Chang, Kirejtshuk & Ren, 2010
    -  † Geslacht Desmatinus Chang, Kirejtshuk & Ren, 2010
    -  † Geslacht Desmatus Dolin, 1975
    -  † Geslacht Paradesmatus Chang, Kirejtshuk & Ren in Chang et al., 2009
    -  † Geslacht Plesiorhaphes Dolin, 1980

  - Geslachtengroep Hypnomorphini
    -  † Geslacht Abrotus Dolin, 1980
    -  † Geslacht Adiagnostus Dolin, 1980
    -  † Geslacht Codemus Dolin, 1980
    -  † Geslacht Elaterophanes Handlirsch, 1906
    -  † Geslacht Graciolacon Dolin, 1980
    -  † Geslacht Hypnomorphoides Dolin, 1980
    -  † Geslacht Hypnomorphus Dolin, 1975
    -  † Geslacht Dolinelater Huber, Marggi & Menkveld-Gfeller, 2017
    -  † Geslacht Lapidiconides Dolin, 1980
    -  † Geslacht Lapidostenus Dolin, 1980
    -  † Geslacht Lithoptychus Dolin, 1980
    -  † Geslacht Lithosomus Dolin, 1980

  - Geslachtengroep Hypnomorphini
    -  † Geslacht Necrocoelus Dolin, 1980
    -  † Geslacht Negastrioides Dolin, 1980
    -  † Geslacht Parahypnomorphus Dolin, 1980
    -  † Geslacht Platyelater Dolin, 1980

  - Geslachtengroep Pollostelaterini
    -  † Geslacht Pollostelater Alekseev, 2011

  - Geslachtengroep Protagrypnini
    -  † Geslacht Acheonus Dolin, 1980
    -  † Geslacht Archaeolus Lin, 1986
    -  † Geslacht Clavelater Dong & Huang, 2011
    -  † Geslacht Koreagrypnus Sohn & Nam in Sohn et al., 2019
    -  † Geslacht Lithocoelus Dolin, 1975
    -  † Geslacht Lithomerus Dolin, 1980
    -  † Geslacht Megalithomerus Sohn & Nam in Sohn et al., 2019
    -  † Geslacht Micragrypnites Dolin, 1973
    -  † Geslacht Paragrypnites Dolin, 1980
    -  † Geslacht Paraprotagrypnus Chang, Zhao & Ren, 2009
    -  † Geslacht Protagrypnus Dolin, 1973
    -  † Geslacht Sinolithomerus Dong & Huang, 2009
- Onderfamilie Semiotinae Golbach, 1970[3]
  - Geslachtengroep Semiotini
    - Geslacht Semiotus Eschscholtz, 1829
- Onderfamilie Sinopyrophorinae
- Onderfamilie Subprotelaterinae
- Onderfamilie Tetralobinae
- Onderfamilie Thylacosterninae

## Geslachten
- Aeolus
- Agriotes
- Alaus
- Anchastus
- † Artinama Lin, 1986[4][5]
- Brachylacon
- Cardiophorus
- Chalcolepidus
- Conoderus
- Ctenicera
- Dacnitus
- Drasterius
- Eopenthes
- Horistonotus
- Hypolithus
- Itodacne
- Lacon
- Limonius
- Melanotus
- Melanoxanthus
- Prodrasterius
- Pyrophorus
- Simodactylus

## Soorten

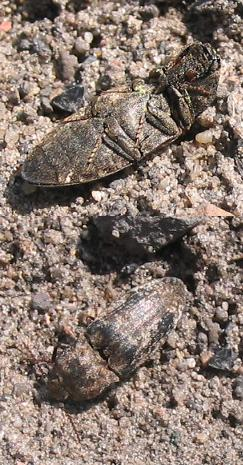
onder- en bovenzijde van de muisgrijze kniptor

Er zijn kleinere en grotere soorten, de meeste zijn bruin tot grijs, maar ook rode kniptorren komen voor. De bekendste soorten zijn:
- Muisgrijze kniptor (Agrypnus murinus)
Zwart met vele kleine grijze en witte vlekjes en een lichte beharing. Algemeen in bosranden en heidevelden. Deze soort wordt ongeveer 13 mm.
- Bloedrode kniptor (Ampedus sanguineus)
Bloedrood schild, zwarte kop, ongeveer 11 mm lang. De larven en kevers leven in dennenbomen.
- Corymbites
Bruin, iets geveerde antennes, donkerbruine kop en donkerbruin tot zwart achterlijf. Deze soort leeft meer in graslanden.
- Ctenicera
Van dit geslacht komen in Nederland in grasland de volgende twee soorten voor:
  - Ctenicera cuprea en Ctenicera pectinicornis

## Galerij

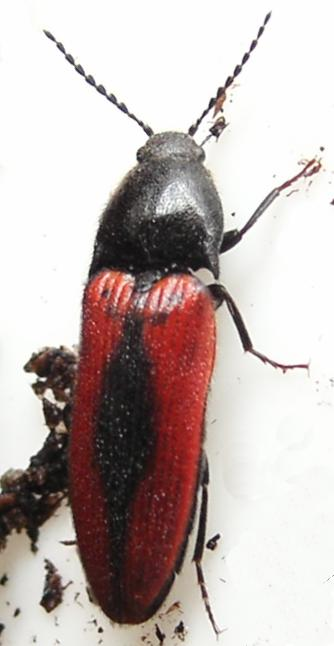
De bloedrode kniptor is eenvoudig te herkennen
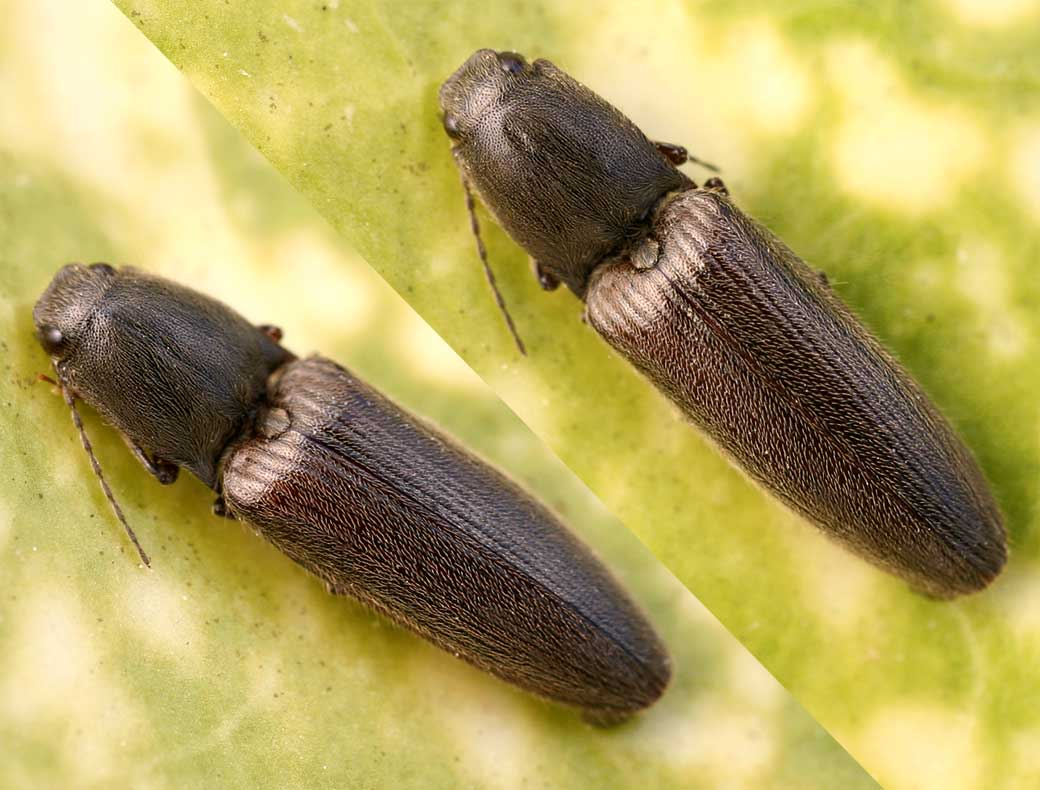
De roodaarskniptor (Athous haemorrhoidalis) is zeer algemeen in tuinen
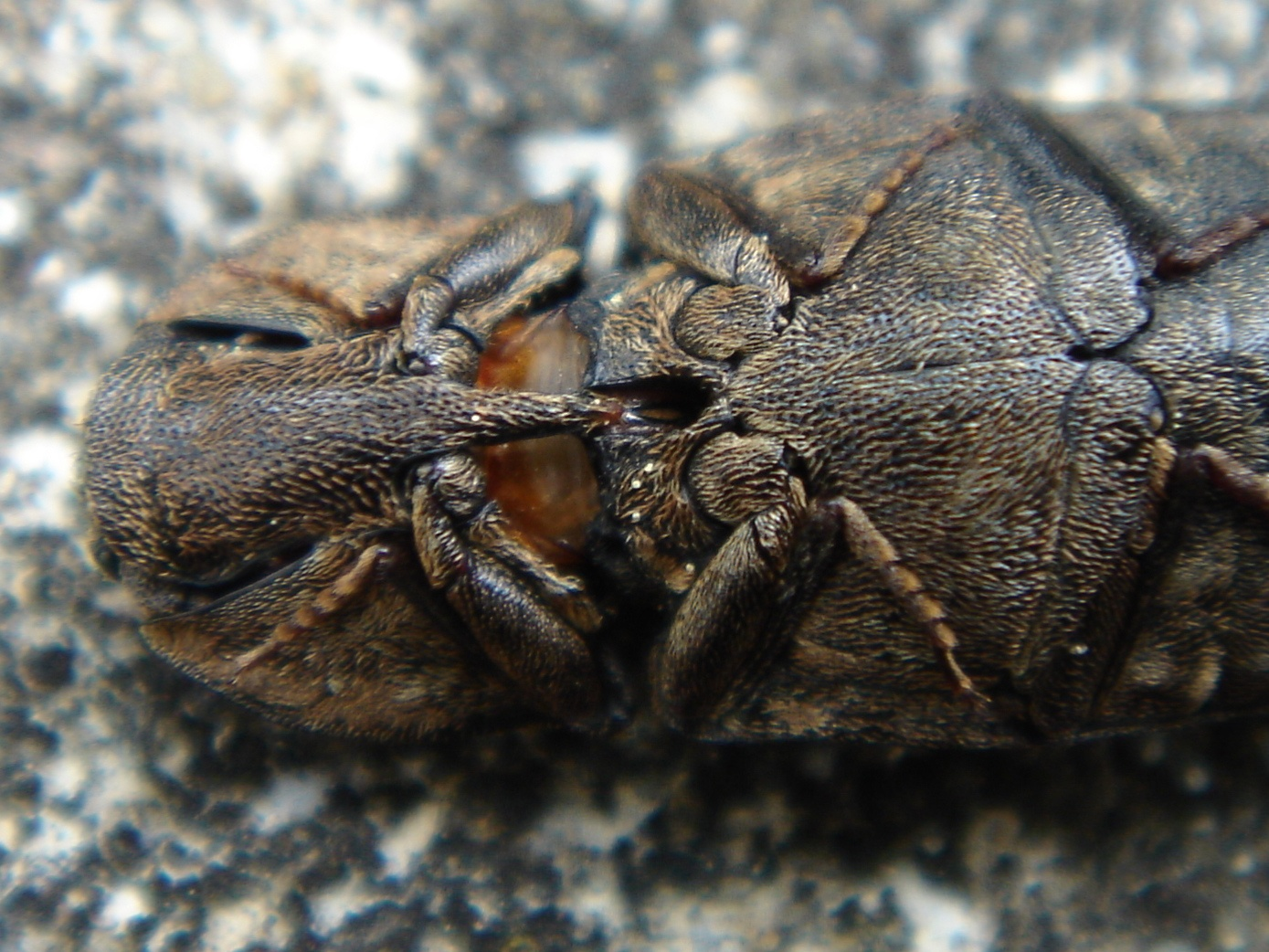
Muisgrijze kniptor; detail borststuk
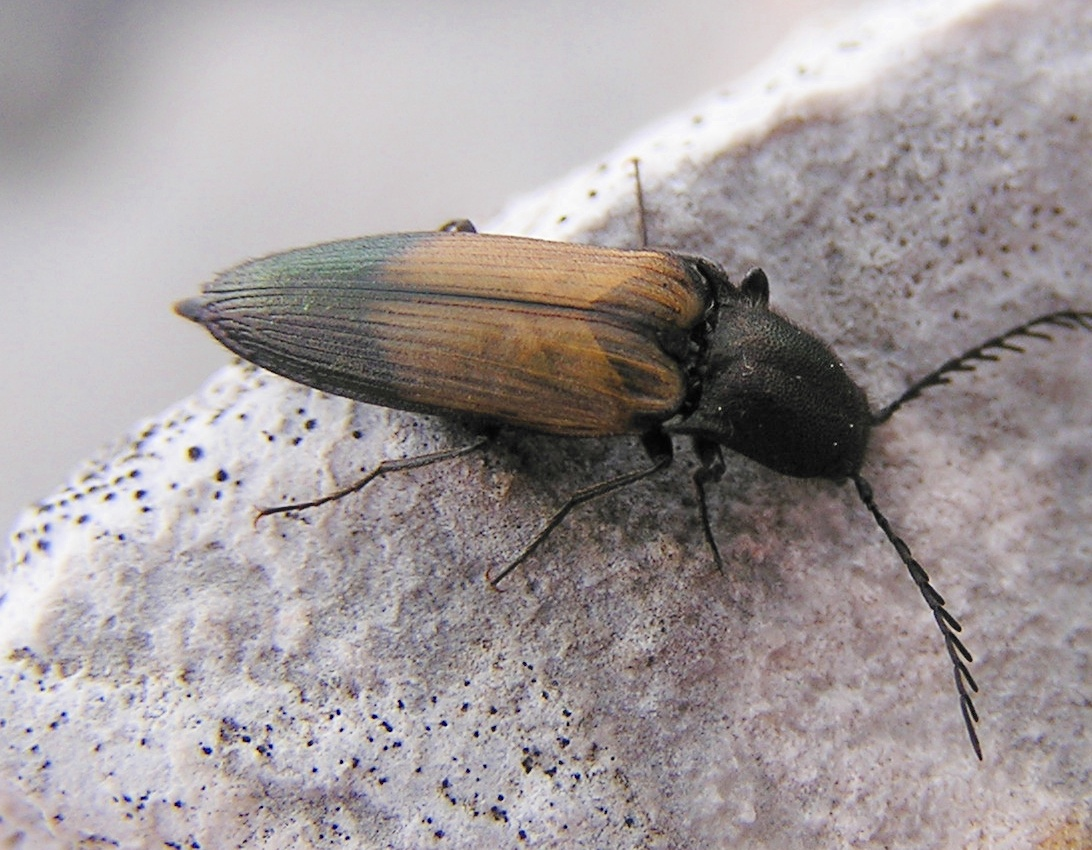
Ctenicera cuprea